# الفريديس
الفريديس (بالعبرية: פוריידיס) هي قرية عربية قائمة وجزء من منطقة حيفا، وتقع على سفح جبل الكرمل بمحاذاة شارع حيفا-تل أبيب وهي القرية الوحيدة على سفح جبل الكرمل التي بقيت بعد نكبة فلسطين (شارع رقم 4) تبعد 3 كم شرق شاطئ البحر الأبيض المتوسط وعلى مفترق طريق رئيسي عرف لاحقا باسم «الفريديس» الامتداد العام للبلدة من الشمال إلى الجنوب والجنوب الشرقي. تنتشر أغلبية المحال التجارية في البلدة القديمة إذ تعد مركزًا لمعظم الخدمات العامة مثل: المجلس، المسجد، المدرسة والبريد.

## التسمية
الاسم الفريديس مُشتق من الكلمة فردوس أي الجنة، وذلك نظرًا لخُصوبة أراضيها، حيث أُشتهرت بكروم العنب وبساتين الفاكهة. وهناك رأي آخر يقول إن التسمية جاءت نسبةً إلى ضابط روماني اسمه «بردوس» .

## الموقع والمساحة
قع الفريديس جنوب مدينة حيفا، وتبعد عنها 30 كم. وهي على ارتفاع يبلغ 50 م عن مستوى سطح البحر. وفي شمالها الغربي الطنطورة وهي أقرب قرية لها، فالمسافة بينهما 2 كم. قرية عين غزال تحدّها من الشّمال والشّمال الشرقي. قرية كفر لام تحدّها من الشّمال الغربي..  كما تبعد نحو ثلاثة كيلومترات عن زمارين - زكرون - يعقوب  الواقعة في جنوبها.
كانت مساحة قرية الفريديس عام 1945 لا تتجاوز 6 دونمات من مجمل مساحة أراضيها البالغة 4450 دونمًا. وارتفعت مساحتها المبنيّة بمرور السنوات وَقُدِّرَت حديثًا بنحو 2.69 كم.  + 

## التاريخ
تأسست القرية حوالي عام 1600 على يد قبائل بني حارثة والتي بنت عدة قرى على جبل الكرمل ومنها الفريديس وكان عدد سكانها عام 1948م نحو 891 نسمة , الا ان عدد السكان ارتفع بصورة كبيرة لعدة اسباب منها التكاثر الطبيعي , كذالك كونها شكلت ملجأ للنازحين من قرى الساحل بأن النكبة فقد لجأ اليها العديد منه العائلات من قرى : أجزم وعين غزال وأم الزينات والطنطورة وصبارين وعين حوض وغيرها .
والسبب في بقاء قرية الفريديس بعد النكبة , هو توقيع اهالي الفريديس قبل النكبة على تسليم أسلحتهم والأستسلام لليهود , وذالك على خلفية مقتل أحد الفلاحين من كيبوتس "شفيا" ونسب هذا الحادث لاهالي الفريديس يومها رغم انهم انكروا الحادث الا ان اليهود لم يتنازلوا عن فكرة أن مواطنا من الفريديس قتل الفلاح , لذالك بقيت الفريديس دون تدمير او مذابح .
أسس فيها عام 1305 هـ في العهد العُثماني مدرسة، لكنّها لم تستمر في عملها.ويُقال إنّ صلاح الدّين الأيوبيّ باتَ فيها في طريقهِ إلى دمشق عام 588 هـ. 

## السكان
أول من أسس وسكن هذه القرية هم أبناء عائلة خليل، مرعي، حامد وبرية، حيث جاء شخص يدعى «الشيخ غنيم» من مدينة بنها المصرية وسكن في الفريديس وأنجب ابن واحد إسمه «مرعي» وأنجب مرعي فيما بعد أربعة أبناء هم: «يحيى»، «أحمد»، «عيسى» و«عبد الله».
سكنت القرية العديد من العائلات المُهجرة من القُرى المُجاورة خوفًا من اليهود مثل: إجزم وأم الزينات والطنطورة وعين غزال وصرفند والشونة ودالية الكرمل وأم الفحم وحيفا وغيرها.
كان عدد سكّان الفريديس عام 1922 حوالي 355 نسمة، ارتفع هذا العدد تدريجيّاً ليبلغ عام 1931 حوالي 454 نسمة، كان لهم 98 منزلاً. خلال الأربعينيّات قُدِّرَ عددهم بــ 780 نسمة عام 1945، ليرتفع نهاية عام 1948 ويسجّل 891 نسمة.
وصل عدد سكان الفريديس عام2017 لـ 12898 نسمة؛ وفقًا لدائرة الإحصاء الإسرائيلية. جميع سكانها من المسلمون.
أما عدد السّكان في الفريديس (عام 2021) فَيَصِلُ إلى 13748. 

## الاقتصاد
يعتمد السكان اليوم على العمل في الزراعة، صيد الأسماك، المصانع في المدن المجاورة كأجيرين، أعمال حرة، تجارة وفي الخدمات العامة.
تُعتبر كروم العنب والبساتين المزروعة بأشجار الفاكهة المتنوعة، أشجار الزيتون والحبوب المروية من أبرز المحاصيل المزروعة في البلدة قديمًا، وفي الوقت الحاضر. 

## التعليم
المدارس في القرية اليوم
- مدرسة الشاملة-الفريديس
- مدرسة الشافعي الابتدائية-الفريديس:
- مدرسة الصديق الابتدائية
- مدرسة الفاروق الابتدائية (القديمة)
- مدرسة الفاروق الابتدائية (الجديدة)
- مدرسة الظهرات الشاملة (افتتحت حديثا للسنوات الدراسية 2014-2015)
- مدرسة الظهرات للتعليم الخاص افتتحت السنة الدراسية الحالية 2016/2017

## الإدارة
تأسس المجلس المحلي في قرية الفرديس عام 1952 ويترأسه اليوم السيّد أحمد برية-ابو علي بعد ان أجريت الأنتخابات في تاريخ 27/2/2024 وفاز بها بفارق 287 عن السّيد أيمن مرعي .